# Heteroconis nigripalpis
Heteroconis nigripalpis är en insektsart som beskrevs av Meinander 1972. Heteroconis nigripalpis ingår i släktet Heteroconis och familjen vaxsländor. Inga underarter finns listade i Catalogue of Life.